# Vladimir Litvintsev
Vladimir Andreyevich Litvintsev (en russe : Владимир Андреевич Литвинцев, né le 18 février 2001 à Moscou) est un patineur artistique russe qui représente l’Azerbaïdjan. Il est choisi comme porte-drapeau lors de la cérémonie d'ouverture des Jeux olympiques d'hiver de 2022.

## Biographie

### Carrière sportive
Vladimir Litvintsev est patineur artistique provenant de l’Azerbaïdjan, qui est une ancienne république soviétique qui s'étend de la mer Caspienne aux chaînes montagneuses du Caucase traversant l'Asie et l'Europe, avec comme capitale, Bakou. Agé de 21 ans, Vladimir est né et habite à Moscou depuis toujours.
Vladimir Litvintsev a été porte drapeau à la cérémonie d'ouverture des Jeux Olympiques d'hiver de Pékin 2022. Pour les pays qui le souhaitent, il est possible d'avoir deux porte-drapeaux, un homme et une femme.

## Palmarès
| Compétition                                                             | 2019    | 2020    | 2021    | 2022    | 2023    | 2024    | 2025    |  |  |  |  |  |  |  |
| Jeux olympiques d'hiver                                                 |         |         |         | 18e     |         |         |         |  |  |  |  |  |  |  |
| Championnats du monde                                                   | 17e     | CA      | 27e     | 16e     | 11e     | 25e     | 15e     |  |  |  |  |  |  |  |
| Championnats d’Europe                                                   | 16e     | 9e      | CA      | 8e      | F       | 16e     | 15e     |  |  |  |  |  |  |  |
| Championnats d'Azerbaïdjan                                              | 1er     |         |         |         |         |         |         |  |  |  |  |  |  |  |
| Championnats du monde juniors                                           | 13e     | F       | CA      |         |         |         |         |  |  |  |  |  |  |  |
|                                                                         |         |         |         |         |         |         |         |  |  |  |  |  |  |  |
| Grand Prix ISU                                                          | 2018/19 | 2019/20 | 2020/21 | 2021/22 | 2022/23 | 2023/24 | 2024/25 |  |  |  |  |  |  |  |
| Finale du Grand Prix                                                    |         |         | CA      | CA      |         |         |         |  |  |  |  |  |  |  |
| Skate America                                                           |         |         |         |         |         | 5e      |         |  |  |  |  |  |  |  |
| Skate Canada                                                            |         |         | CA      |         |         |         | 5e      |  |  |  |  |  |  |  |
| Coupe de Chine                                                          |         |         |         |         | F       |         |         |  |  |  |  |  |  |  |
| Trophée de France                                                       |         |         | CA      |         |         |         |         |  |  |  |  |  |  |  |
| Coupe de Russie                                                         |         | 11e     | 10e     |         |         |         |         |  |  |  |  |  |  |  |
| Trophée NHK                                                             |         |         |         |         |         |         | 9e      |  |  |  |  |  |  |  |
| Légende : CA = Compétitions annulées à cause de la pandémie de Covid-19 |         |         |         |         |         |         |         |  |  |  |  |  |  |  |